# Suad Sahiti
Suad Sahiti, född 6 februari 1995 i Belgrad i FR Jugoslavien, är en kosovoalbansk fotbollsspelare (mittfältare) som spelar för den kroatiska klubben Šibenik.